# Спрингфийлд (Пенсилвания)
Вижте пояснителната страница за други значения на Спрингфийлд.
Спрингфийлд (на английски: Springfield) е град в окръг Делауеър, Пенсилвания, Съединени американски щати. Намира се на 15 km западно от центъра на Филаделфия. Населението му е 24 240 души (по приблизителна оценка от 2017 г.).
В Спрингфийлд е роден художникът Бенджамин Уест (1738 – 1820).